# ناداژن
ناداژن (به لاتین: Nadarzyn) یک روستا در لهستان است که در گمینا ناداژن واقع شده‌است. ناداژن ۳٬۱۹۸ نفر جمعیت دارد.